# Devario malabaricus
Devario malabaricus è un pesce d'acqua dolce tropicale appartenente alla famiglia dei Cyprinidae, un tempo classificato nel genere Danio.

## Distribuzione e habitat
Diffuso nella costa occidentale dell'India e dello Sri Lanka. È stato introdotto in diverse nazioni come Colombia e Stati Uniti d'America. Si trova in vari ambienti ma preferisce acque correnti.

## Descrizione
La taglia massima non supera i 12 cm.

## Biologia
Forma banchi non numerosi.

### Riproduzione
Si riproduce durante scrosci di pioggia in acqua bassa e ricca di vegetazione. Le uova sono di colore arancio e vengono deposte in numero di 200.

### Alimentazione
Si ciba di insetti e di detriti.

## Acquariofilia
Viene allevato e riprodotto in cattività con successo.

## Stato di conservazione
La biodiversità dei monti Ghati occidentali dove vive questa specie è minacciata a causa di un aumento della popolazione umana e la perdita di habitat associati. Tuttavia le popolazioni sono abbondanti e non mostrano alcun segno di rarefazione.